# 大林正典
大林 正典（おおばやし まさのり、1962年〈昭和37年〉4月28日 - ）は、日本の国土交通技官。　

## 来歴
神奈川県横浜市出身。栄光学園高等学校を経て、東京大学理学部を卒業。
大学卒業後、気象庁へ入庁し、仙台管区気象台においてレーダー観測や天気予報に係る業務に従事。その後、気象庁予報部などで勤務し、降水短時間予報や航空気象予測資料の開発に努めた他、予算や組織体制、施策の立案・推進などの業務畑を経験。気象庁総務部企画課長、仙台管区気象台長、気象庁地球環境・海洋部長、気象庁大気海洋部長などを歴任した。また、青年海外協力隊にも参加し、1992年1月から約2年間、ドミニカ共和国の国家気象局で活動した。
日本気象学会では東北支部長などを務め、主に気象学の動向の知見を得る活動に従事し、学会の大会の開催にも携わった。
2022年（令和4年）4月1日、気象庁気象防災監に就任。
2023年（令和5年）1月5日、気象庁長官に就任。